# Mubadala Citi DC Open 2025
Mubadala Citi DC Open 2025 — тенісний турнір, що проходив на кортах з твердим покриттям у місті Вашингтон, США з 21 до 27 липня . Належав до категорії ATP 500, був турніром серії Washington Open 2025 року.

## Фінальна частина

### Чоловіки, одиночний розряд
Алекс де Мінор —  Алехандро Давидович Фокіна 5–7, 6–1, 7–6(7–3)

### Жінки, одиночний розряд
Лейла Фернандес —   Ганна Калінська 6–1, 6–2

### Чоловіки, парний розряд
Сімоне Болеллі /  Андреа Вавассорі —  Юго Нис /  Едуар Роже-Васслен 6–3, 6–4

### Жінки, парний розряд
Тейлор Таунсенд /  Чжан Шуай —  Керолайн Долегайд /  Софія Кенін 6–1, 6–1